# Union océanienne
L'Union océanienne (UO) est le plus ancien parti politique ethnique de la communauté wallisienne et futunienne de Nouvelle-Calédonie (environ 25 000 personnes). 

## La situation politique des Wallisiens et Futuniens avant 1989
Avant 1989, le vote des Wallisiens et Futuniens était considéré comme acquis par les partis anti-indépendantistes. Les deux premiers élus territoriaux océaniens le furent en 1972 sur les listes de l'Entente démocratique et sociale, prédécesseur du Rassemblement pour la Calédonie de Jacques Lafleur, et du Mouvement libéral calédonien. De 1976 à 1978, un parti « loyaliste » (anti-indépendantiste), Ensemble toutes ethnies, s'adressa spécifiquement aux minorités ethniques non-européennes, mais à partir de 1978, le RPCR fut considéré par les Wallisiens et Futuniens comme un parti multiethnique, qu'ils soutinrent donc massivement. En 1982, le seul élu territorial wallisien du RPCR, Petelo Manuofiua, démissionne pour siéger comme indépendant. L'année suivante est mis sur pied par Kalépo Muliava, ancien condisciple de Jean-Marie Tjibaou au séminaire, Uvea mo Futuna (Wallis-et-Futuna) en vue des élections municipales de mars 1983, où ce nouveau parti, toujours "loyaliste", obtient 464 voix (2,4 %) à Nouméa. Aux élections territoriales de novembre 1984, l'UF présente une liste dans la province du Sud et obtient 566 voix (1,4 %). La tentative d'autonomisation politique des Wallisiens et des Futuniens a donc échoué sur le plan électoral, et l'expérience n'est pas renouvelée entre 1984 et 1989.

## De 1989 à 1994
En mai 1989, Kalépo Muliava crée pourtant un nouveau parti, l'Union océanienne, qui prend ses distances avec le RPCR et proclame le cousinage entre Polynésiens et Kanaks et obtient un mois plus tard 2 sièges sur 32 à l'assemblée provinciale du Sud avec 2.429 voix (6,1 %), soit environ 40 % de l'électorat wallisien et futunien potentiel. Kalépo Muliava décède en août 1989 d'un cancer.

En avril 1992, l'UO se divise en deux fractions, chacune conservant la même dénomination et se présentent en tant que telles aux législatives de 1993, remportant 4,2 % des voix. La faction pro-indépendantiste, dirigée par Aloïsio Sako, vice-président du parti avant scission, obtient 1.255 voix, la faction plus centriste de Mikaele Hema, président du parti avant scission depuis septembre 1989, n'en recueille que 943,. 
Le 12 février 1994, le groupe d'Aloïsio Sako fonde le Rassemblement démocratique océanien, favorable à l'indépendance et affilié depuis 1998 à l'Union nationale pour l'indépendance, une des composantes du Front de libération nationale kanak et socialiste. 
Dans un rapport d'une délégation sénatoriale française en Nouvelle-Calédonie en 2000, il était mentionné que l'Union océanienne est "disparue en 1995". 

## Renouveau de l'Union océanienne à partir de 2003
Fin 2003-début 2004, l'UO de Mikaele Hema ressuscite en vue des élections provinciales de mai 2004 et se prononce publiquement en faveur tant du recensement ethnique, rejeté par Jacques Chirac, que d'un système de discrimination positive, qui permettrait aux minorités ethniques et notamment à la communauté wallisienne et futunienne, d'être représentées aux postes à haute responsabilité de l'administration et du secteur privé. 
La liste UO de la province Sud, dirigée par Soana Simutoga, a obtenu 749 voix (1,37 %), celle du Rassemblement océanien dans la Calédonie(ROC), 429 voix, et celle du Mouvement des citoyens calédoniens (MCC), 1 140 voix. Il en fallait 3 633, soit 5 % des électeurs inscrits, pour obtenir un siège. Les deux seuls élus "océaniens" de la province du Sud l'ont donc été sur des listes non ethniques: Anne-Marie Siakinuu (AE) et Ana Logologofolau (RPCR).
Depuis avril 2005, l'Union océanienne fait partie du M.U.R. avec le Mouvement des citoyens calédoniens et le Rassemblement des Océaniens dans la Calédonie.

## Symboles
Lors des élections provinciales de 2004 : 
- Couleur des bulletins de vote : gris vert 434 U gamme Pantone
- Emblème : UNION OCEANIENNE avec une pirogue (voile et une étoile)